# Ілк Джерс
Ілк Джерс (англ. Ilke Gers; нар. 26 жовтня 1981) — колишня новозеландська тенісистка.
Найвищу одиночну позицію світового рейтингу — 382 місце досягла 13 травня 2002, парну — 167 місце — 2 лютого 2004 року.
Здобула 2 парні титули туру ITF.
Завершила кар'єру 2004 року.

## Фінали ITF (2–8)

### Одиночний розряд (0–1)
| Легенда          |
| ---------------- |
| турніри $100,000 |
| турніри $75,000  |
| турніри $50,000  |
| турніри $25,000  |
| турніри $10,000  |

| Фінали за покриттям |
| ------------------- |
| Тверде (0–1)        |
| Ґрунт (0–0)         |
| Трава (0–0)         |
| Килим (0–0)         |

| Результат | Ранг | Дата          | Категорія | Турнір                    | Покриття | Суперниця    | Рахунок  |
| --------- | ---- | ------------- | --------- | ------------------------- | -------- | ------------ | -------- |
| Поразка   | 1.   | 29 січня 2002 | $10,000   | Веллінгтон, Нова Зеландія | Тверде   | Адріана Шилі | 2–6, 2–6 |

### Парний розряд (2–7)
| Легенда          |
| ---------------- |
| турніри $100,000 |
| турніри $75,000  |
| турніри $50,000  |
| турніри $25,000  |
| турніри $10,000  |

| Фінали за покриттям |
| ------------------- |
| Тверде (1–5)        |
| Ґрунт (0–0)         |
| Трава (1–2)         |
| Килим (0–0)         |

| Результат | Ранг | Дата              | Категорія | Турнір                        | Покриття | Партнерка         | Суперниці                         | Рахунок            |
| --------- | ---- | ----------------- | --------- | ----------------------------- | -------- | ----------------- | --------------------------------- | ------------------ |
| Поразка   | 1.   | 1 липня 2001      | $10,000   | Едмонд (Оклахома), США        | Тверде   | Трейсі О'Коннор   | Мішелл Дассо Джулія Дітті         | 4–6, 5–7           |
| Поразка   | 2.   | 28 січня 2003     | $10,000   | Веллінгтон, Нова Зеландія     | Тверде   | Чжуан Цзяжун      | Лорен Бредмор Крістен ван Елден   | 4–6, 1–6           |
| Поразка   | 3.   | 3 березня 2003    | $10,000   | Воррнамбул, Австралія         | Трава    | Чжуан Цзяжун      | Монік Адамчак Мадіта Суер         | 4–6, 4–6           |
| Перемога  | 1.   | 17 березня 2003   | $10,000   | Yarrawonga, Австралія         | Трава    | Чжуан Цзяжун      | Сара Борвелл Брі Келдервуд        | 6–1, 7–5           |
| Поразка   | 4.   | 24 березня 2003   | $10,000   | Олбері, Австралія             | Трава    | Чжуан Цзяжун      | Ніколь Сьюелл Андреа ван ден Гурк | 6–2, 1–6, 4–6      |
| Перемога  | 2.   | 10 червня 2003    | $25,000   | Аллентаун (Пенсільванія), США | Тверде   | Суріна Де Беер    | Адрія Енґел Келлі Маккейн         | 6–7(4–7), 6–3, 6–3 |
| Поразка   | 5.   | 17 червня 2003    | $10,000   | Даллас, США                   | Тверде   | Суріна Де Беер    | Стефані Гезлетт Джулія Скаріндж   | 2–6, 1–6           |
| Поразка   | 6.   | 20 жовтня 2003    | $25,000   | Кардіфф, Велика Британія      | Тверде   | Суріна Де Беер    | Клер Каррен Іпек Шенолу           | 4–6, 6–2, 3–6      |
| Поразка   | 7.   | 16 листопада 2003 | $25,000   | Порт-Пірі, Австралія          | Тверде   | Напапорн Тонгсалі | Труді Мусгрейв Абігейл Спірс      | 2–6, 2–6           |

## Участь у Кубку Федерації

### Одиночний розряд
| Розіграш                                        | Стадія | Дата           | Місце         | Супротивник       | Покриття | Суперниця         | W/L | Рахунок  |
| ----------------------------------------------- | ------ | -------------- | ------------- | ----------------- | -------- | ----------------- | --- | -------- |
| Кубок Федерації 2002 зона Азії/Океанії, група I | R/R    | 4 березня 2002 | Ґуанчжоу, КНР | Південна Корея    | Тверде   | Чо Юн Чон         | L   | 4–6, 2–6 |
| Кубок Федерації 2002 зона Азії/Океанії, група I | R/R    | 5 березня 2002 | Ґуанчжоу, КНР | Китайський Тайбей | Тверде   | Джанет Лі         | L   | 4–6, 2–6 |
| Кубок Федерації 2002 зона Азії/Океанії, група I | R/R    | 6 березня 2002 | Ґуанчжоу, КНР | Індія             | Тверде   | Рушмі Чакравартхі | W   | 6–1, 6–0 |
| Кубок Федерації 2002 зона Азії/Океанії, група I | R/R    | 7 березня 2002 | Ґуанчжоу, КНР | Індонезія         | Тверде   | Анжелік Віджайя   | L   | 4–6, 1–6 |
| Кубок Федерації 2003 зона Азії/Океанії, група I | R/R    | 24 квітня 2003 | Токіо, Японія | Китай             | Тверде   | Сунь Тяньтянь     | L   | 1–6, 2–6 |

### Парний розряд
| Розіграш                                        | Стадія | Дата           | Місце           | Супротивник     | Покриття | Партнерка     | Суперниці                          | W/L | Рахунок             |
| ----------------------------------------------- | ------ | -------------- | --------------- | --------------- | -------- | ------------- | ---------------------------------- | --- | ------------------- |
| Кубок Федерації 2001 зона Азії/Океанії, група I | R/R    | 9 квітня 2001  | Гаосюн, Тайвань | Південна Корея  | Тверде   | Ліенн Бейкер  | Choi Jin-young Chung Yang-jin      | W   | 6–2, 6–7(3–7), 6–3  |
| Кубок Федерації 2001 зона Азії/Океанії, група I | R/R    | 11 квітня 2001 | Гаосюн, Тайвань | Індія           | Тверде   | Ліенн Бейкер  | Рушмі Чакравартхі Нірупама Санджив | W   | 7–6(7–2), 7–6(10–8) |
| Кубок Федерації 2001 зона Азії/Океанії, група I | R/R    | 13 квітня 2001 | Гаосюн, Тайвань | Pacific Oceania | Тверде   | Ліенн Бейкер  | Davilyn Godinet Irene Mani         | W   | 6–0, 6–1            |
| Кубок Федерації 2003 зона Азії/Океанії, група I | R/R    | 22 квітня 2003 | Токіо, Японія   | Японія          | Тверде   | Шеллі Стефенс | Обата Саорі Ай Суґіяма             | L   | 0–6, 1–6            |

## Юніорські турніри ITF
Парний розряд (1/0)
| Легенда           |
| ----------------- |
| Junior Grand Slam |
| Категорія GA      |
| Категорія G1      |
| Категорія G2      |
| Категорія G3      |
| Категорія G4      |
| Категорія G5      |

| Результат | Ранг | Дата          | Турнір                                                | Місце                                 | Покриття | Партнерка       | Суперниці               | Рахунок  |
| --------- | ---- | ------------- | ----------------------------------------------------- | ------------------------------------- | -------- | --------------- | ----------------------- | -------- |
| Перемога  | 1.   | 18 липня 1999 | Jetsave Нова Зеландія 18 & Under Indoor Championships | Окленд (Нова Зеландія), Нова Зеландія | Тверде   | Трейсі О'Коннор | Еден Марама Пола Марама | 6–4, 7–5 |